# Liste der Kulturdenkmale in Lauenburg/Elbe
In der Liste der Kulturdenkmale in Lauenburg/Elbe sind alle Kulturdenkmale der schleswig-holsteinischen Stadt Lauenburg/Elbe (Kreis Herzogtum Lauenburg) aufgelistet (Stand: 30. Juni 2025).
Mit Verordnung vom 3. Januar 2002 wurde die Unterstadt Lauenburg als Denkmalbereich komplett unter Schutz gestellt.

## Legende
In den Spalten befinden sich folgende Informationen:
- Objekt-ID: die Nummer des Kulturdenkmales
- Lage: die Adresse des Kulturdenkmales und die geographischen Koordinaten. Kartenansicht, um Koordinaten zu setzen. In der Kartenansicht sind Kulturdenkmale ohne Koordinaten mit einem roten Marker dargestellt und können in der Karte gesetzt werden. Kulturdenkmale ohne Bild sind mit einem blauen Marker gekennzeichnet, Kulturdenkmale mit Bild mit einem grünen Marker.
- Offizielle Bezeichnung: Bezeichnung des Kulturdenkmales
- Beschreibung: die Beschreibung des Kulturdenkmales
- Bild: ein Bild des Kulturdenkmales

## Schutzzonen
| Objekt-ID      | Lage                           | Offizielle Bezeichnung | Beschreibung | Bild            |
| -------------- | ------------------------------ | ---------------------- | --- | --------------- |
| 13300 Wikidata | (53° 22′ 13″ N, 10° 33′ 11″ O) | Unterstadt Lauenburg   | Der Denkmalbereich umfasst die mittelalterlichen und frühneuzeitlichen Siedlungsbereiche der Stadt am Elbufer und in den Erosionstälern des nördlichen Elbhanges. Er wird im Wesentlichen wie folgt begrenzt: 1. im Norden durch den Fuß des Elbhangs; 2. im Osten durch die Ostgrenze des Lösch- und Ladeplatzes; 3. im Süden durch die nördliche Uferlinie der Elbe; im Westen durch die Grenze der Bebauung am ehemaligen Wasserwerk. - Schutzumfang: Schutzzweck dieser Verordnung ist es, den Siedlungsgrundriss und das Erscheinungsbild der Siedlung zu erhalten. Diese werden bestimmt durch die vorhandenen baulichen Anlagen, die Gestaltung der Straßen, Wege und Freiflächen sowie die topographische Lage der Unterstadt am bewaldeten Elbhang. | Fotos hochladen |

## Sachgesamtheiten
| Objekt-ID      | Lage | Offizielle Bezeichnung                    | Beschreibung | Bild                             |
| -------------- | --- | ----------------------------------------- | --- | -------------------------------- |
| 32863 Wikidata | Amtsplatz 1, 5, 6, Amtsplatz, Friedrichsbrücke, Fürstengarten 29, Fürstengarten (53° 22′ 17″ N, 10° 33′ 22″ O) | Schlossgebiet Lauenburg und Fürstengarten | Schlossgebiet und Fürstengarten, auf askanische Burganlage des 15. Jhs. und Schlossbau mit Renaissancegarten um 1600 durch Herzog Franz II. zurückgehend. Nach Brand 1616 ehem. Ostflügel des Schlosses und ehem. Schlossturm erhalten, sowie Teile der Gartenanlage. Jüngere Wohn- und Verwaltungsgebäude - Begründung: geschichtlich, städtebaulich - Schutzumfang: ehem. Schloss (Amtsplatz), Schlossturm (Amtsplatz), Wohnhaus (Amtsplatz 1), ehem. Fürstengarten, Friedrichsbrücke, ehem. Verwaltungsgebäude (Fürstengarten 29), Schlosshügel mit Terrassen und Fischteich, Vorburgflächen, Grotte, ehem. Terrassenstützmauern 17. Jh., Stadtentwicklungsamt (Amtsplatz 5) | BW                               |
| 35694 Wikidata | Bei der Palmschleuse 2, 4, 4a, 6, Bei der Palmschleuse (53° 22′ 31″ N, 10° 35′ 6″ O)                           | Palmschleuse                              | Ensemble von technischen Funktionsbauten, Palmschleuse und Schleusenwärterhaus von 1726, Wassermühle vom Anfang des 19. Jhs., Kraftwerk und Garagengebäude von 1926 sowie Pumpstation von 1964 - Begründung: geschichtlich, städtebaulich, technisch, Kulturlandschaft prägend - Schutzumfang: Palmschleuse, Schleusenwärterhaus (Bei der Palmschleuse 6); Wassermühle, Kraftwerk (Bei der Palmschleuse 4); Garagengebäude (Kraftwerk) (Bei der Palmschleuse 2); Pumpstation (Lanze, Bei der Palmschleuse) | BW                               |
| 35692 Wikidata | Bergstraße 15b, 17 (53° 22′ 37″ N, 10° 33′ 40″ O)                                                              | Kampffs Mühle                             | Kampffs-Mühle, Holländer-Windmühle von 1873 mit bauzeitlichem Müllerhaus in Backstein - Begründung: geschichtlich, städtebaulich, technisch, Kulturlandschaft prägend - Schutzumfang: Kampffs Mühle (Bergstraße 17), ehem. Müllerhaus (Bergstraße 15 b) | BW                               |
| 37901 Wikidata | Elbstraße 64 (53° 22′ 13″ N, 10° 33′ 13″ O)                                                                    | Ehemalige Ratsapotheke                    | Sachgesamtheit aus Wohnhaus mit freistehendem Rückgebäude; Wohnhaus von 1824 (ehem. Rathsapotheke), zweigeschossiger siebenachsiger Fachwerkbau mit Mansarddach; freistehender Rückflügel Anfang 19. Jh., zweigeschossiger Fachwerkbau mit Natursteinsockel und Satteldach - Begründung: geschichtlich, städtebaulich - Schutzumfang: Wohnhaus, Hinterhaus | BW                               |
| 37894 Wikidata | Elbstraße 145, 145a (53° 22′ 15″ N, 10° 33′ 35″ O)                                                             | Bahnhofshotel                             | Sachgesamtheit Bahnhofshotel; ehem. Hotel 1861 errichtet, zweigeschossiger Mauerwerksbau mit weißer Schlämme, traufständig mit Satteldach; östlich anschließend ehem. Tanzsaal, 1876, giebelständiger, zweigeschossiger Backsteinbau mit gemäßigtem Satteldach, Bühnenanbau von 1908 - Begründung: geschichtlich, städtebaulich - Schutzumfang: Bahnhofshotel (Elbstraße 145), ehem. Tanzsaal „Heinrich-Osterwold-Halle“ (Elbstraße 145 a) | BW                               |
| 33225 Wikidata | Glüsinger Weg (53° 22′ 22″ N, 10° 32′ 11″ O)                                                                   | Ehrenfriedhof                             | Ehrenfriedhof für Gefallene des 2. Weltkriegs, 1953, torartiges Glockenhaus mit Gedenktafeln, rechteckige Grünanlage mit Basalttafeln- und Kreuzen sowie Ehrenmal mit Kreuz und Tumba, Eichenhain, Ziergehölze und Staudenbeete - Begründung: geschichtlich, künstlerisch, städtebaulich - Schutzumfang: Ehrenfriedhof, Glockenhaus, Tumba, Vorplatz | BW                               |
| 36532 Wikidata | Hamburger Straße (53° 22′ 29″ N, 10° 32′ 54″ O)                                                                | Friedhof Lauenburg                        | Friedhof der ev. Gemeinde, um 1800, erweitert um 1900, neugeordnet 1930er Jahre; rechteckiges Areal mit rechtwinkligen Hauptachsen, Kapelle von 1809, bedeutende Grabmale und Einfriedung mit Portal - Begründung: geschichtlich, künstlerisch, städtebaulich - Schutzumfang: Friedhofskapelle, Friedhof, Grabmale, Friedhofspforte | BW                               |
| 32990 Wikidata | Hohler Weg 15 (53° 22′ 19″ N, 10° 33′ 13″ O)                                                                   | Ensemble Bürgerhausgruppe Hohler Weg 15   | Zweiteilige Hausgruppe, zwei aneinandergrenzende Bürgerhäuser; 17. (südl.) und 18. Jh.; giebelständige Fachwerkbauten, südl. zweigeschossig mit aufwändigem Fachwerk und Satteldach, nördl. eingeschossig mit Mansarddach - Begründung: geschichtlich, städtebaulich - Schutzumfang: Bürgerhaus (einstöckig), Bürgerhaus (zweistöckig) | BW                               |
| 35693 Wikidata | Hohler Weg 1, 2, Kirchplatz 1, 5 (53° 22′ 15″ N, 10° 33′ 12″ O)                                                | Kirche Lauenburg                          | : Sachgesamtheit Kirche Lauenburg, im Zentrum der Unterstadt gelegenes Ensemble aus der im Kern gotischen Kirche St. Maria Magdalena mit Ausstattung, dem ehem. Diakonenhaus von 1605, dem Pfarrwitwenhaus von 1702, der ehem. Schule von 1824 und dem Gemeindehaus von 1860 - Begründung: geschichtlich, künstlerisch, städtebaulich - Schutzumfang: Kirche St. Maria Magdalena mit Ausstattung, Grabmale bis 1870 (Kirchplatz), Pfarrwitwenhaus (Kirchplatz 5), ehem. Diakonenhaus (Kirchplatz 1), ehem. Schule mit Vorgarten (Hohler Weg 1), Gemeindehaus mit Nebengebäude (Hohler Weg 2)                                                                                    | weitere Fotos \| Fotos hochladen |

## Mehrheit von baulichen Anlagen
| Objekt-ID      | Lage                                                                | Offizielle Bezeichnung                          | Beschreibung | Bild            |
| -------------- | ------------------------------------------------------------------- | ----------------------------------------------- | --- | --------------- |
| 33005 Wikidata | Neustadt 1, 3, 7, 9, 13, Elbstraße 25 (53° 22′ 16″ N, 10° 33′ 1″ O) | Wohnhäuser Neustadt 1, 3, 7, 9, 13/Elbstraße 25 | Gruppe von Wohn- und Gewerbehäusern, 17. u. 18. Jh. an Verbindungsstraße zwischen Lauenburger Ober- und Unterstadt gelegene, geschlossene Gruppe von überwiegend bescheidenen Wohnhäusern mit Vorgärten - Begründung: geschichtlich, städtebaulich - Schutzumfang: Wohnhäuser Neustadt 1 (mit gepflastertem Vorplatz), Neustadt 3, 7, 9, 13 (jeweils mit Vorgärten), Elbstraße 25                                                                              | BW              |
| 37556 Wikidata | Elbstraße 44, 46, 48 (53° 22′ 13″ N, 10° 33′ 9″ O)                  | Hotelgruppe Elbstraße 44–48                     | Hotelgruppe Elbstraße 44-48; Gruppe zwei- bis dreigeschossiger, giebelständiger Hotel- und Gaststättenbauten, mit repräsentativen rotsteinsichtigen Fassaden in zeittypischer Gliederung die Gebäude des „Hotel Möller“ aus der Mitte des 19. Jahrhunderts sowie mit erneuerter Fassade von 1924 das „Hotel zum Löwen“ - Begründung: geschichtlich, künstlerisch, städtebaulich - Schutzumfang: Hotel Möller (Elbstraße 46-48), Hotel Zum Löwen (Elbstraße 44) | BW              |
| 32929 Wikidata | Graben 29, 31 (53° 22′ 21″ N, 10° 33′ 13″ O)                        | Bürgerhäuser Graben 29 u. 31                    | Gruppe zweier Wohnhäuser, 18. Jh., Lage an Platzsituation in einer Nebenstraße der Lauenburger Unterstadt, repräsentative Fachwerkbauten, zwei Hausbäume - Begründung: geschichtlich, städtebaulich - Schutzumfang: Wohnhäuser Graben 29, 31, zwei Hausbäume (Graben 29) | BW              |
| 32934 Wikidata | Grünstraße 2, 4, 6, 8, 10, 12 (53° 22′ 17″ N, 10° 32′ 59″ O)        | Handwerkerhäuser Grünstraße 2–12                | Handwerkerhäuser Grünstraße, 17. u. 18. Jh., an Nebenstraße im westlichen Randbereich der Lauenburger Unterstadt gelegene, geschlossene Gruppe von überwiegend bescheidenen Wohn- und Gewerbehäusern - Begründung: geschichtlich, städtebaulich - Schutzumfang: Wohnhäuser Grünstraße 2, 4, 6, 8, 10, 12 | Fotos hochladen |

## Bauliche Anlagen
| Objekt-ID      | Lage                                                   | Offizielle Bezeichnung                                  | Beschreibung | Bild                             |
| -------------- | ------------------------------------------------------ | ------------------------------------------------------- | --- | -------------------------------- |
| 29411 Wikidata | Albinusstraße 24 (53° 22′ 18″ N, 10° 32′ 50″ O)        | Ehemalige Albinusschule                                 | Albinusschule, Stiftungsbau von Christian Ludwig Albinus (1711-1837), zweigeschossiger Backsteinbau auf verwinkeltem Grundriss mit hohem Kellergeschoss und Walmdach, 1871–72 - Begründung: geschichtlich, wissenschaftlich, städtebaulich - Schutzumfang: gesamtes Objekt - Denkmaltyp: Bauliche Anlage | BW                               |
| 8158 Wikidata  | Albinusstraße 26 (53° 22′ 19″ N, 10° 32′ 49″ O)        | Wohnhaus Albinus-Haus                                   | Alteintragung (Aktualisierung vorgesehen) - Begründung: geschichtlich, künstlerisch, städtebaulich - Schutzumfang: gesamtes Objekt - Denkmaltyp: Bauliche Anlage | BW                               |
| 11093 Wikidata | Am Kuhgrund 5 (53° 22′ 18″ N, 10° 32′ 28″ O)           | Ehemalige Schiffsbauerei                                | ehem. Schiffsbauerei, 1767, zweigeschossiger Fachwerkbau mit Querflügel, auf T-förmigem Grundriss mit Satteldächern; eingesch. Hofgebäude in Backstein 19. Jh. und Böschungsmauer aus Naturstein - Begründung: geschichtlich, städtebaulich - Schutzumfang: ehem. Schiffbauerei, Hofgebäude, Hoffläche, Einfriedung - Denkmaltyp: Bauliche Anlage | BW                               |
| 3337 Wikidata  | Amtsplatz 1 (53° 22′ 19″ N, 10° 33′ 22″ O)             | Wohnhaus                                                | Alteintragung (Aktualisierung vorgesehen) - Begründung: geschichtlich, städtebaulich - Schutzumfang: Alteintragung (Aktualisierung vorgesehen) - Denkmaltyp: Bauliche Anlage, Sachgesamtheit: Schlossgebiet Lauenburg und Fürstengarten | Fotos hochladen                  |
| 32921 Wikidata | Amtsplatz 5 (53° 22′ 18″ N, 10° 33′ 19″ O)             | Stadtentwicklungsamt                                    | Stadtentwicklungsamt, Ende 19./Anfang 20. Jh., zweigeschossiger Backsteinbau mit Walmdach - Begründung: geschichtlich, städtebaulich - Schutzumfang: gesamtes Objekt - Denkmaltyp: Bauliche Anlage, Sachgesamtheit: Schlossgebiet Lauenburg und Fürstengarten | Fotos hochladen                  |
| 921 Wikidata   | Amtsplatz 6 (53° 22′ 18″ N, 10° 33′ 22″ O)             | Ehemaliges Schloss                                      | Die Lauenburg wurde 1182 von Bernhard von Sachsen errichtet. Am 29. Januar 1616 brach auf dem Schlossberg ein Brand aus und vernichtete die Anlage weitgehend. Alteintragung (Aktualisierung vorgesehen) - Begründung: geschichtlich, städtebaulich - Schutzumfang: Alteintragung (Aktualisierung vorgesehen) - Denkmaltyp: Bauliche Anlage, Sachgesamtheit: Schlossgebiet Lauenburg und Fürstengarten | weitere Fotos \| Fotos hochladen |
| 1456 Wikidata  | Amtsplatz (53° 22′ 18″ N, 10° 33′ 21″ O)               | Schlossturm                                             | Der Turm aus Backstein wurde von 1474 bis 1477 erbaut. 1725 wurde ein Geschoss entfernt. Alteintragung (Aktualisierung vorgesehen) - Begründung: geschichtlich, städtebaulich - Schutzumfang: Alteintragung (Aktualisierung vorgesehen) - Denkmaltyp: Bauliche Anlage, Sachgesamtheit: Schlossgebiet Lauenburg und Fürstengarten | weitere Fotos \| Fotos hochladen |
| 33052 Wikidata | Bahnhofstraße 2 (53° 22′ 14″ N, 10° 33′ 40″ O)         | Ehemaliges Wohnhaus Wahrenburg                          | ehemaliges Wohnhaus Wahrenburg, 1889, zweigeschossiger Putzbau mit Berliner Dach und Ecktürmchen - Begründung: geschichtlich, städtebaulich - Schutzumfang: ehem. Wohnhaus Wahrenburg, Einfriedung - Denkmaltyp: Bauliche Anlage | BW                               |
| 32996 Wikidata | Bahnhofstraße 3 (53° 22′ 16″ N, 10° 33′ 45″ O)         | Wohnhaus                                                | Wohnhaus, Ende 19. Jh., zweigeschossiger Backsteinbau mit Satteldach, sparsame Backsteingliederung mit Putzelementen - Begründung: geschichtlich, städtebaulich - Schutzumfang: gesamtes Objekt - Denkmaltyp: Bauliche Anlage | BW                               |
| 33006 Wikidata | Bahnhofstraße 11 (53° 22′ 16″ N, 10° 33′ 50″ O)        | Gasthaus „Zum Anker“                                    | Zweigeschossiger Backsteinbau mit Satteldach in freistehender Lage an platzartiger Gabelung von Hafen- und Bahnhofstraße, Ende 19. Jh. - Begründung: geschichtlich, städtebaulich - Schutzumfang: gesamtes Objekt - Denkmaltyp: Bauliche Anlage | Fotos hochladen                  |
| 33007 Wikidata | Bahnhofstraße 13 (53° 22′ 16″ N, 10° 33′ 50″ O)        | Wohnhaus                                                | Wohnhaus, Anfang 20. Jh., zweigeschossiger Backsteinbau und Satteldach, reiche applizierte Putzornamentik, Vorgarten und Einfriedung - Begründung: geschichtlich, künstlerisch, städtebaulich - Schutzumfang: Wohnhaus, Vorgarten, Einfriedung - Denkmaltyp: Bauliche Anlage | BW                               |
| 11134 Wikidata | Bahnhofstraße 18 (53° 22′ 16″ N, 10° 33′ 48″ O)        | Straßenbrückenwaage                                     | Der Lauenburger Maurermeister Basedow hat 1914 diese Fuhrmannswaage errichtet. Durch Gewichtsvergleich vor und nach dem Beladen des Wagens mit Kohle konnte das tatsächliche Gewicht der Lieferung ermittelt werden. Ein von der Stadt vereidigter Ortswäger führte diese Arbeit aus. Die Waage war bis in die 1960/70er Jahre in Betrieb, danach übernahm eine von der Raiffeisenbank im Industriegebiet erbaute Waage die Gewichtsermittlung. Alteintragung (Aktualisierung vorgesehen) - Begründung: geschichtlich, wissenschaftlich, städtebaulich - Schutzumfang: gesamtes Objekt - Denkmaltyp: Bauliche Anlage | BW                               |
| 28297 Wikidata | Bei der Palmschleuse 2 (53° 22′ 32″ N, 10° 35′ 4″ O)   | Garagengebäude (Kraftwerk)                              | Alteintragung (Aktualisierung vorgesehen) - Begründung: geschichtlich, technisch, Kulturlandschaft prägend - Schutzumfang: Alteintragung (Aktualisierung vorgesehen) - Denkmaltyp: Bauliche Anlage, Sachgesamtheit: Palmschleuse | BW                               |
| 514 Wikidata   | Bei der Palmschleuse 4 (53° 22′ 31″ N, 10° 35′ 5″ O)   | Wassermühle                                             | Alteintragung (Aktualisierung vorgesehen) - Begründung: geschichtlich, technisch, Kulturlandschaft prägend - Schutzumfang: Alteintragung (Aktualisierung vorgesehen) - Denkmaltyp: Bauliche Anlage, Sachgesamtheit: Palmschleuse | Fotos hochladen                  |
| 2862 Wikidata  | Bei der Palmschleuse 4 a (53° 22′ 31″ N, 10° 35′ 5″ O) | Kraftwerk                                               | Alteintragung (Aktualisierung vorgesehen) - Begründung: geschichtlich, technisch, Kulturlandschaft prägend - Schutzumfang: Alteintragung (Aktualisierung vorgesehen) - Denkmaltyp: Bauliche Anlage, Sachgesamtheit: Palmschleuse | Fotos hochladen                  |
| 3339 Wikidata  | Bei der Palmschleuse 6 (53° 22′ 29″ N, 10° 35′ 7″ O)   | Palmschleuse                                            | Die Palmschleuse in Lauenburg ist die älteste Kesselschleuse Europas. Sie wurde 1398 im Verlauf des Stecknitzkanals komplett aus Holz gebaut und war eine von 15 Schleusen dieses ersten Wasserscheide-Kanals der Welt (Bauzeit 1392–1398). Alteintragung (Aktualisierung vorgesehen) - Begründung: geschichtlich, technisch, Kulturlandschaft prägend - Schutzumfang: Alteintragung (Aktualisierung vorgesehen) - Denkmaltyp: Bauliche Anlage, Sachgesamtheit: Palmschleuse | Fotos hochladen                  |
| 4110 Wikidata  | Bei der Palmschleuse 6 (53° 22′ 30″ N, 10° 35′ 7″ O)   | Schleusenwärterhaus                                     | Alteintragung (Aktualisierung vorgesehen) - Begründung: geschichtlich, technisch, Kulturlandschaft prägend - Schutzumfang: Alteintragung (Aktualisierung vorgesehen) - Denkmaltyp: Bauliche Anlage, Sachgesamtheit: Palmschleuse | BW                               |
| 11132 Wikidata | Bergstraße 17 (53° 22′ 37″ N, 10° 33′ 40″ O)           | Kampffs Mühle                                           | Kampffs-Mühle, Holländer-Windmühle von 1873, Walzenstühle und Antrieb von 1965, Überformungen und Flügel von 2005 - Begründung: geschichtlich, städtebaulich, technisch, Kulturlandschaft prägend - Schutzumfang: gesamtes Objekt - Denkmaltyp: Bauliche Anlage, Sachgesamtheit: Kampffs Mühle | BW                               |
| 33073 Wikidata | Berliner Straße 17–25 (53° 22′ 28″ N, 10° 33′ 26″ O)   | Posthof: Bronzeplastik „Die Wartenden“                  | Bronzeplastik „Die Wartenden“, 1967, Bildhauer Karlheinz Goedtke (Mölln), Dreiergruppe im stilisierten Duktus der Nachkriegskunst - Begründung: geschichtlich, künstlerisch, städtebaulich - Schutzumfang: gesamtes Objekt - Denkmaltyp: Bauliche Anlage | Fotos hochladen                  |
| 32830 Wikidata | Blumenstraße 5 (53° 22′ 20″ N, 10° 33′ 2″ O)           | Villa                                                   | Wohnhaus, 1. Drittel 20. Jh., eingeschossiger Backsteinbau im Heimatschutzstil, steiles ausgebautes Satteldach mit hohen Zwerchhäusern, abgesetzter Eingangsvorbau. - Begründung: geschichtlich, städtebaulich - Schutzumfang: gesamtes Objekt - Denkmaltyp: Bauliche Anlage | BW                               |
| 33077 Wikidata | Büchener Weg 9 (53° 22′ 34″ N, 10° 33′ 23″ O)          | Eschenkrug                                              | Eschenkrug, Gasthof und Hotel, 19. Jh., Umbau 1926 Architekt Klebing, eingeschossiger Backsteinbau mit Kurzwalmdach, seitlich Zwerchhaus in vorkragendem Fachwerk mit Doppelständern, Vorgarten, Böschungsmauer und Hofpflasterung - Begründung: geschichtlich, städtebaulich - Schutzumfang: Eschenkrug, Hofzufahrt und Pflasterung, Einfriedung - Denkmaltyp: Bauliche Anlage | BW                               |
| 11130 Wikidata | Elbstraße 2 (53° 22′ 15″ N, 10° 32′ 52″ O)             | Ehemalige Zündholzfabrik                                | Ehemalige Zündholzfabrik, um 1930, Fabrikanlage aus zentraler Fabrikhalle, Verwaltungsgebäude sowie anschließenden Nebengebäuden, ein- und zweigeschossige Backsteinbauten mit flachen Pultdächern, Verwaltungsgebäude mit steilem Satteldach - Begründung: geschichtlich, städtebaulich, technisch - Schutzumfang: gesamtes Objekt - Denkmaltyp: Bauliche Anlage | BW                               |
| 6199 Wikidata  | Elbstraße 8 (53° 22′ 14″ N, 10° 32′ 57″ O)             | Wohnhaus                                                | Das Fachwerkhaus wurde 1726 erbaut. Alteintragung (Aktualisierung vorgesehen) - Begründung: geschichtlich, städtebaulich - Schutzumfang: gesamtes Objekt - Denkmaltyp: Bauliche Anlage | Fotos hochladen                  |
| 8597 Wikidata  | Elbstraße 12 (53° 22′ 15″ N, 10° 32′ 59″ O)            | Wohn- und Geschäftshaus                                 | Alteintragung (Aktualisierung vorgesehen) - Begründung: geschichtlich, städtebaulich - Schutzumfang: Alteintragung (Aktualisierung vorgesehen) - Denkmaltyp: Bauliche Anlage | Fotos hochladen                  |
| 8600 Wikidata  | Elbstraße 14 (53° 22′ 15″ N, 10° 33′ 0″ O)             | ehem. Gasthaus „Hamburger Keller“                       | Das Haus stammt aus der zweiten Hälfte des 17. Jahrhunderts. ehem. Gasthaus "Hamburger Keller"; 2. Hälfte 17. Jh., Umbau 18. Jh.; zweigeschossiger Fachwerkbau in Traufstellung mit Satteldach, vorkragende Obergeschosse, Fußbänder, Zierausfachungen - Begründung: geschichtlich, städtebaulich - Schutzumfang: gesamtes Objekt - Denkmaltyp: Bauliche Anlage | Fotos hochladen                  |
| 8599 Wikidata  | Elbstraße 16 (53° 22′ 14″ N, 10° 33′ 0″ O)             | Wohn- und Geschäftshaus                                 | Wohn- und Geschäftshaus, Nebengebäude; Alteintragung (Aktualisierung vorgesehen) - Begründung: geschichtlich, künstlerisch, städtebaulich - Schutzumfang: Wohn- und Geschäftshaus, Nebengebäude - Denkmaltyp: Bauliche Anlage | Fotos hochladen                  |
| 3340 Wikidata  | Elbstraße 18 (53° 22′ 14″ N, 10° 33′ 1″ O)             | Wohn- und Geschäftshaus                                 | Die erste Etage des Hauses wurde mit Ziegeln errichtet, das zweite Geschoss ist ein Fachwerk. Wohn- und Geschäftshaus; 18. Jh.; zweigeschossiger Fachwerkbau mit hohem Halbwalmdach, Erdgeschoss in Backstein, Zwerchhaus in Mittelachse, Ladeluken im Obergeschoss und in zwei Dachebenen; rückwärtiger Fachwerkflügel mit Satteldach, elbseitig hoher Feldsteinsockel - Begründung: geschichtlich, künstlerisch, städtebaulich - Schutzumfang: gesamtes Objekt - Denkmaltyp: Bauliche Anlage | Fotos hochladen                  |
| 3341 Wikidata  | Elbstraße 20 (53° 22′ 14″ N, 10° 33′ 2″ O)             | Wohnhaus                                                | Das Fachwerkhaus wurde 1649 erbaut. Alteintragung (Aktualisierung vorgesehen) - Begründung: geschichtlich, künstlerisch, städtebaulich - Schutzumfang: gesamtes Äußeres - Denkmaltyp: Bauliche Anlage | Fotos hochladen                  |
| 11128 Wikidata | Elbstraße 21 (53° 22′ 15″ N, 10° 32′ 58″ O)            | Wohnhaus                                                | Wohnhaus, Anfang 19. Jh., zweigeschossiger Fachwerkbau mit Kurzwalmdach, Sockelzone Backstein verputzt - Begründung: geschichtlich, städtebaulich - Schutzumfang: gesamtes Objekt - Denkmaltyp: Bauliche Anlage | BW                               |
| 8601 Wikidata  | Elbstraße 22 (53° 22′ 13″ N, 10° 33′ 2″ O)             | Wohn- und Geschäftshaus                                 | Alteintragung (Aktualisierung vorgesehen) - Begründung: geschichtlich, städtebaulich - Schutzumfang: gesamtes Objekt - Denkmaltyp: Bauliche Anlage | Fotos hochladen                  |
| 8598 Wikidata  | Elbstraße 23 (53° 22′ 15″ N, 10° 32′ 59″ O)            | Wohnhaus                                                | Alteintragung (Aktualisierung vorgesehen) - Begründung: geschichtlich, städtebaulich - Schutzumfang: Alteintragung (Aktualisierung vorgesehen) - Denkmaltyp: Bauliche Anlage | Fotos hochladen                  |
| 8602 Wikidata  | Elbstraße 24 (53° 22′ 14″ N, 10° 33′ 3″ O)             | Wohnhaus                                                | Alteintragung (Aktualisierung vorgesehen) - Begründung: geschichtlich, städtebaulich - Schutzumfang: gesamtes Objekt - Denkmaltyp: Bauliche Anlage | Fotos hochladen                  |
| 3342 Wikidata  | Elbstraße 25 (53° 22′ 15″ N, 10° 33′ 1″ O)             | Wohnhaus                                                | Alteintragung (Aktualisierung vorgesehen) - Begründung: geschichtlich, städtebaulich - Schutzumfang: Alteintragung (Aktualisierung vorgesehen) - Denkmaltyp: Bauliche Anlage, Mehrheit von baulichen Anlagen: Wohnhäuser Neustadt 1, 3, 7, 9, 13/Elbstraße 25 | Fotos hochladen                  |
| 8603 Wikidata  | Elbstraße 26 (53° 22′ 13″ N, 10° 33′ 4″ O)             | Altes Zollhaus                                          | Alteintragung (Aktualisierung vorgesehen) - Begründung: geschichtlich, städtebaulich - Schutzumfang: gesamtes Objekt - Denkmaltyp: Bauliche Anlage | Fotos hochladen                  |
| 8900 Wikidata  | Elbstraße 28 (53° 22′ 13″ N, 10° 33′ 5″ O)             | Ehemaliges Hagenström’sches Kaufhaus                    | Der ehemalige Zollpackhof wurde im 18. Jahrhundert erbaut. Davor stand hier ein Haus aus der Mitte des 16. Jahrhunderts. ehem. Hagenström'sches Warenhaus; 1875; zweigeschossiger Backsteinbau in Traufstellung mit Walmdach, elbseitig einseitiger Flügel, Hauptfassade mit Rundbogendurchgang, Obergeschoss mit sieben Achsen - Begründung: geschichtlich, städtebaulich - Schutzumfang: gesamtes Äußeres - Denkmaltyp: Bauliche Anlage | Fotos hochladen                  |
| 11124 Wikidata | Elbstraße 29 (53° 22′ 14″ N, 10° 33′ 3″ O)             | Bürgerhaus                                              | Alteintragung (Aktualisierung vorgesehen) - Begründung: geschichtlich, städtebaulich - Schutzumfang: Alteintragung (Aktualisierung vorgesehen) - Denkmaltyp: Bauliche Anlage | Fotos hochladen                  |
| 11123 Wikidata | Elbstraße 31 (53° 22′ 14″ N, 10° 33′ 3″ O)             | Bürgerhaus                                              | : Alteintragung (Aktualisierung vorgesehen) - Begründung: geschichtlich, städtebaulich - Schutzumfang: Alteintragung (Aktualisierung vorgesehen) - Denkmaltyp: Bauliche Anlage | Fotos hochladen                  |
| 13519 Wikidata | Elbstraße 33 (53° 22′ 14″ N, 10° 33′ 5″ O)             | Bürgerhaus                                              | Alteintragung (Aktualisierung vorgesehen) - Begründung: geschichtlich, städtebaulich - Schutzumfang: Alteintragung (Aktualisierung vorgesehen) - Denkmaltyp: Bauliche Anlage | Fotos hochladen                  |
| 10858 Wikidata | Elbstraße 35 (53° 22′ 14″ N, 10° 33′ 5″ O)             | Wohn- und Geschäftshaus (Jacobisches Haus)              | Das Fachwerkhaus wurde 1647 errichtet. Alteintragung (Aktualisierung vorgesehen) - Begründung: geschichtlich, wissenschaftlich, künstlerisch, städtebaulich - Schutzumfang: gesamtes Objekt - Denkmaltyp: Bauliche Anlage | Fotos hochladen                  |
| 11121 Wikidata | Elbstraße 36 (53° 22′ 13″ N, 10° 33′ 7″ O)             | Wohnhaus                                                | Wohnhaus, im Kern wohl 18. Jh., zweigeschossiger Fachwerkbau, giebelständiges Walmdach, vorgeblendete Backsteinfassade Ende 19. Jh. - Begründung: geschichtlich, städtebaulich - Schutzumfang: gesamtes Objekt - Denkmaltyp: Bauliche Anlage | Fotos hochladen                  |
| 11120 Wikidata | Elbstraße 37 (53° 22′ 14″ N, 10° 33′ 5″ O)             | Bürgerhaus                                              | Alteintragung (Aktualisierung vorgesehen) - Begründung: geschichtlich, städtebaulich - Schutzumfang: gesamtes Äußeres - Denkmaltyp: Bauliche Anlage | Fotos hochladen                  |
| 11119 Wikidata | Elbstraße 38 (53° 22′ 13″ N, 10° 33′ 7″ O)             | Wohn- und Geschäftshaus                                 | Wohn- und Geschäftshaus; 18. Jh.; zweigeschossiger Fachwerkbau mit Satteldach, straßenseitiger Schildgiebel dreigeschossig in Backstein mit zeittypischen Gliederungselementen - Begründung: geschichtlich, städtebaulich - Schutzumfang: gesamtes Objekt - Denkmaltyp: Bauliche Anlage | Fotos hochladen                  |
| 11118 Wikidata | Elbstraße 39 (53° 22′ 14″ N, 10° 33′ 6″ O)             | Bürgerhaus                                              | Alteintragung (Aktualisierung vorgesehen) - Begründung: geschichtlich, städtebaulich - Schutzumfang: gesamtes Äußeres - Denkmaltyp: Bauliche Anlage | Fotos hochladen                  |
| 50 Wikidata    | Elbstraße 41 (53° 22′ 14″ N, 10° 33′ 6″ O)             | Wohn- und Geschäftshaus / Schlosserei                   | Alteintragung (Aktualisierung vorgesehen) - Begründung: geschichtlich, künstlerisch, städtebaulich - Schutzumfang: gesamtes Objekt - Denkmaltyp: Bauliche Anlage | Fotos hochladen                  |
| 11172 Wikidata | Elbstraße 43 (53° 22′ 13″ N, 10° 33′ 7″ O)             | Wohnhaus                                                | Alteintragung (Aktualisierung vorgesehen) - Begründung: geschichtlich, städtebaulich - Schutzumfang: gesamtes Objekt - Denkmaltyp: Bauliche Anlage | Fotos hochladen                  |
| 11171 Wikidata | Elbstraße 44 (53° 22′ 13″ N, 10° 33′ 8″ O)             | Hotel Zum Löwen                                         | Hotel zum Löwen, Kern E. 18. Jh., dreigeschossiger Backsteinbau mit giebelständigem Kurzwalmdach, neubarocke Fassade von 1924 - Begründung: geschichtlich, künstlerisch, städtebaulich - Schutzumfang: gesamtes Objekt - Denkmaltyp: Bauliche Anlage, Mehrheit von baulichen Anlagen: Hotelgruppe Elbstraße 44-48 | Fotos hochladen                  |
| 11170 Wikidata | Elbstraße 46 (53° 22′ 13″ N, 10° 33′ 9″ O)             | Hotel Möller                                            | Hotel Möller, ehem. Brennerei, Kern Ende 18. Jh., Fassade Mitte 19. Jh., dreigeschossiger Backsteinbau, reiche Backsteingliederung - Begründung: geschichtlich, künstlerisch, städtebaulich - Schutzumfang: gesamtes Objekt - Denkmaltyp: Bauliche Anlage, Mehrheit von baulichen Anlagen: Hotelgruppe Elbstraße 44-48 | Fotos hochladen                  |
| 11169 Wikidata | Elbstraße 47 (53° 22′ 13″ N, 10° 33′ 8″ O)             | Bürgerhaus                                              | Das Haus stammt aus dem 18. Jahrhundert. Es ist ein dreigeschossiges Haus, das Erdgeschoss und das erste Geschoss sind aus Backstein, das dritte Geschoss ist Fachwerk. Alteintragung (Aktualisierung vorgesehen) - Begründung: geschichtlich, städtebaulich - Schutzumfang: Alteintragung (Aktualisierung vorgesehen) - Denkmaltyp: Bauliche Anlage | Fotos hochladen                  |
| 11167 Wikidata | Elbstraße 49 (53° 22′ 13″ N, 10° 33′ 8″ O)             | Mensingsches Haus                                       | Das Haus entstand 1573. Alteintragung (Aktualisierung vorgesehen) - Begründung: geschichtlich, städtebaulich - Schutzumfang: gesamtes Objekt - Denkmaltyp: Bauliche Anlage | weitere Fotos \| Fotos hochladen |
| 11165 Wikidata | Elbstraße 54 (53° 22′ 13″ N, 10° 33′ 11″ O)            | Wohn- und Geschäftshaus                                 | Wohn- und Geschäftshaus, ehem. Gasthaus Schreyer, um 1875, Umbau 1927, dreigeschossiger Putzbau, Schildgiebel mit schlichten Geschossprofilen - Begründung: geschichtlich, städtebaulich - Schutzumfang: gesamtes Objekt - Denkmaltyp: Bauliche Anlage | Fotos hochladen                  |
| 11164 Wikidata | Elbstraße 55 (53° 22′ 14″ N, 10° 33′ 9″ O)             | Wohn- und Geschäftshaus                                 | Wohn- und Geschäftshaus, 2. Hälfte 19. Jh., zweigeschossiger Backsteinbau mit repräsentativem dreigeschossigem Schildgiebel, Backsteingliederung - Begründung: geschichtlich, städtebaulich - Schutzumfang: gesamtes Objekt - Denkmaltyp: Bauliche Anlage | Fotos hochladen                  |
| 11163 Wikidata | Elbstraße 56 (53° 22′ 13″ N, 10° 33′ 11″ O)            | Wohn- und Geschäftshaus                                 | Wohn- und Geschäftshaus; 1876; dreigeschossiger Backsteinbau mit Schildgiebel vor traufständigem Kurzwalmdach, schlichte zeittypische Backsteingliederung - Begründung: geschichtlich, städtebaulich - Schutzumfang: gesamtes Objekt - Denkmaltyp: Bauliche Anlage | Fotos hochladen                  |
| 7271 Wikidata  | Elbstraße 59 (53° 22′ 14″ N, 10° 33′ 10″ O)            | Ehem. Rathaus                                           | Das ehemalige Rathausgebäude wurde im Jahr 1740 erbaut. Heutzutage befindet sich im Gebäude das Elbschifffahrtsmuseum. Alteintragung (Aktualisierung vorgesehen) - Begründung: geschichtlich, städtebaulich - Schutzumfang: gesamtes Objekt - Denkmaltyp: Bauliche Anlage | Fotos hochladen                  |
| 3343 Wikidata  | Elbstraße 61 (53° 22′ 13″ N, 10° 33′ 11″ O)            | Schreyer'sches Haus                                     | Das Haus datieren Fachleute auf das Jahr 1583. Alteintragung (Aktualisierung vorgesehen) - Begründung: geschichtlich, künstlerisch, städtebaulich - Schutzumfang: Alteintragung (Aktualisierung vorgesehen) - Denkmaltyp: Bauliche Anlage | Fotos hochladen                  |
| 11158 Wikidata | Elbstraße 63 (53° 22′ 13″ N, 10° 33′ 12″ O)            | Bürgerhaus                                              | Alteintragung (Aktualisierung vorgesehen) - Begründung: geschichtlich, städtebaulich - Schutzumfang: gesamtes Objekt - Denkmaltyp: Bauliche Anlage | Fotos hochladen                  |
| 1649 Wikidata  | Elbstraße 64 (53° 22′ 13″ N, 10° 33′ 13″ O)            | Wohnhaus (ehem. Ratsapotheke)                           | Alteintragung (Aktualisierung vorgesehen) - Begründung: geschichtlich, städtebaulich - Schutzumfang: Alteintragung (Aktualisierung vorgesehen) - Denkmaltyp: Bauliche Anlage, Sachgesamtheit: ehem. Ratsapotheke | Fotos hochladen                  |
| 11162 Wikidata | Elbstraße 64 (53° 22′ 13″ N, 10° 33′ 13″ O)            | Hinterhaus (ehem. Ratsapotheke)                         | Freistehender Rückflügel der Rathsapotheke, Anfang 19. Jh., zweigeschossiger Fachwerkbau mit Satteldach, geböschter Natursteinsockel, Elbseitig im Erdgeschoss eingezogen, Backsteinwände (Ende 19. Jh.) - Begründung: geschichtlich, städtebaulich - Schutzumfang: gesamtes Objekt - Denkmaltyp: Bauliche Anlage, Sachgesamtheit: ehem. Ratsapotheke | Fotos hochladen                  |
| 3344 Wikidata  | Elbstraße 65 (53° 22′ 14″ N, 10° 33′ 13″ O)            | Wohnhaus                                                | Alteintragung (Aktualisierung vorgesehen) - Begründung: geschichtlich, künstlerisch, städtebaulich - Schutzumfang: gesamtes Äußeres - Denkmaltyp: Bauliche Anlage | Fotos hochladen                  |
| 32684 Wikidata | Elbstraße 67 (53° 22′ 14″ N, 10° 33′ 13″ O)            | Wohnhaus                                                | Wohnhaus, 1909, zweigeschossiger Fachwerkbau, giebelständig, Satteldach, historisierende Fachwerkornamentik - Begründung: geschichtlich, künstlerisch, städtebaulich - Schutzumfang: gesamtes Objekt - Denkmaltyp: Bauliche Anlage | Fotos hochladen                  |
| 11153 Wikidata | Elbstraße 73 (53° 22′ 14″ N, 10° 33′ 14″ O)            | Handwerkerhaus                                          | Alteintragung (Aktualisierung vorgesehen) - Begründung: geschichtlich, städtebaulich - Schutzumfang: gesamtes Objekt - Denkmaltyp: Bauliche Anlage | Fotos hochladen                  |
| 11150 Wikidata | Elbstraße 79 (53° 22′ 14″ N, 10° 33′ 15″ O)            | Wohn- und Geschäftshaus                                 | Alteintragung (Aktualisierung vorgesehen) - Begründung: geschichtlich, künstlerisch, städtebaulich - Schutzumfang: gesamtes Objekt - Denkmaltyp: Bauliche Anlage | Fotos hochladen                  |
| 11147 Wikidata | Elbstraße 82 (53° 22′ 13″ N, 10° 33′ 18″ O)            | Schiffer-Börse                                          | Alteintragung (Aktualisierung vorgesehen) - Begründung: geschichtlich, städtebaulich - Schutzumfang: gesamtes Objekt - Denkmaltyp: Bauliche Anlage | Fotos hochladen                  |
| 11146 Wikidata | Elbstraße 83 (53° 22′ 14″ N, 10° 33′ 16″ O)            | Vorder- und Hinterhaus                                  | Vorderhaus Backstein aus der 2. Hälfte 20. Jh., Dachwerk des 17. Jhs. erhalten. Zweigeschossiges Fachwerkhinterhaus wohl 18. Jh. mit Kranbalken - Begründung: geschichtlich, städtebaulich - Schutzumfang: gesamtes Objekt - Denkmaltyp: Bauliche Anlage | BW                               |
| 9616 Wikidata  | Elbstraße 85 (53° 22′ 14″ N, 10° 33′ 17″ O)            | Ehem. Marienkaland und Haus des Lauenburger Schiffamtes | ehem. Marienkaland und Haus des Lauenburger Schiffamtes, Baujahr 1516 Beschreibung: Alteintragung (Aktualisierung vorgesehen) - Begründung: geschichtlich, künstlerisch, städtebaulich - Schutzumfang: gesamtes Objekt - Denkmaltyp: Bauliche Anlage | Fotos hochladen                  |
| 11145          | Elbstraße 86 (53° 22′ 13″ N, 10° 33′ 19″ O)            | Wohnhaus                                                | Wohnhaus; 17./18. Jh.; zweigeschossiges Giebelhaus, Fachwerkbau mit Backsteinausfachung, Giebel vorkragend mit breiten Fußbändern; im Inneren umfangreiche Substanz erhalten; mehrere historische Umbauphasen - Begründung: geschichtlich, wissenschaftlich, städtebaulich - Schutzumfang: Wohnhaus - Denkmaltyp: Bauliche Anlage | BW                               |
| 11144 Wikidata | Elbstraße 87 (53° 22′ 14″ N, 10° 33′ 17″ O)            | Handwerkerhaus                                          | Alteintragung (Aktualisierung vorgesehen) - Begründung: geschichtlich, städtebaulich - Schutzumfang: gesamtes Objekt - Denkmaltyp: Bauliche Anlage | Fotos hochladen                  |
| 11143 Wikidata | Elbstraße 88 (53° 22′ 13″ N, 10° 33′ 19″ O)            | Wohn- und Geschäftshaus                                 | Wohn- und Geschäftshaus, Kern 18. Jh., zweigeschossiger Fachwerkbau in Traufstellung, Erdgeschoss in Backstein ersetzt - Begründung: geschichtlich, städtebaulich - Schutzumfang: gesamtes Objekt - Denkmaltyp: Bauliche Anlage | Fotos hochladen                  |
| 32724 Wikidata | Elbstraße 89 (53° 22′ 14″ N, 10° 33′ 17″ O)            | Wohn- und Geschäftshaus                                 | Wohn- und Geschäftshaus, 1906, schmaler Backsteinbau mit dreigeschossigem Schildgiebel, Putzbandornamentik - Begründung: geschichtlich, städtebaulich - Schutzumfang: gesamtes Objekt - Denkmaltyp: Bauliche Anlage | BW                               |
| 32720 Wikidata | Elbstraße 91 (53° 22′ 14″ N, 10° 33′ 18″ O)            | Ehemaliges Kampffsches Kaufhaus                         | Wohn- und Geschäftshaus, 1903, dreigeschossiger Backsteinbau mit Attikafront, neubarocke Stuckornamentik - Begründung: geschichtlich, städtebaulich - Schutzumfang: gesamtes Objekt - Denkmaltyp: Bauliche Anlage | BW                               |
| 11141 Wikidata | Elbstraße 93 (53° 22′ 14″ N, 10° 33′ 19″ O)            | Wohn- und Geschäftshaus                                 | Wohn- und Geschäftshaus, 1868, Julius Basedau, Ladenfront 1912, zweigeschossiger Backsteinbau mit Satteldach, giebelständig, zeittypische Backsteingliederung - Begründung: geschichtlich, städtebaulich - Schutzumfang: gesamtes Objekt - Denkmaltyp: Bauliche Anlage | Fotos hochladen                  |
| 11140 Wikidata | Elbstraße 95 (53° 22′ 14″ N, 10° 33′ 19″ O)            | Rumpf'sches Haus                                        | Alteintragung (Aktualisierung vorgesehen) - Begründung: geschichtlich, künstlerisch, städtebaulich - Schutzumfang: gesamtes Objekt - Denkmaltyp: Bauliche Anlage | weitere Fotos \| Fotos hochladen |
| 11139 Wikidata | Elbstraße 97 (53° 22′ 14″ N, 10° 33′ 20″ O)            | Bürgerhaus                                              | Alteintragung (Aktualisierung vorgesehen) - Begründung: geschichtlich, städtebaulich - Schutzumfang: gesamtes Objekt - Denkmaltyp: Bauliche Anlage | Fotos hochladen                  |
| 11138 Wikidata | Elbstraße 99 (53° 22′ 14″ N, 10° 33′ 20″ O)            | ehem. Zigarrenmanufaktur                                | Alteintragung (Aktualisierung vorgesehen) - Begründung: geschichtlich, städtebaulich - Schutzumfang: gesamtes Objekt - Denkmaltyp: Bauliche Anlage | Fotos hochladen                  |
| 11137 Wikidata | Elbstraße 101 (53° 22′ 14″ N, 10° 33′ 21″ O)           | Bürgerhaus                                              | Alteintragung (Aktualisierung vorgesehen) - Begründung: geschichtlich, künstlerisch - Schutzumfang: gesamtes Objekt | Fotos hochladen                  |
| 32976 Wikidata | Elbstraße 102-104 (53° 22′ 13″ N, 10° 33′ 23″ O)       | „Der Rufer über den Strom“ von Karlheinz Goedtke        | Bronzeplastik "Der Rufer", 1959, Karlheinz Goedtke, rufende jugendliche Schifferfigur, vieldeutiges Freiheits- und Hoffnungssymbol der Stadt - Begründung: geschichtlich, städtebaulich - Schutzumfang: gesamtes Objekt - Denkmaltyp: Bauliche Anlage | weitere Fotos \| Fotos hochladen |
| 2870 Wikidata  | Elbstraße 103 (53° 22′ 14″ N, 10° 33′ 21″ O)           | ehem. Speicher                                          | Alteintragung (Aktualisierung vorgesehen) - Begründung: geschichtlich, künstlerisch, städtebaulich - Schutzumfang: gesamtes Objekt - Denkmaltyp: Bauliche Anlage | Fotos hochladen                  |
| 2871 Wikidata  | Elbstraße 105 (53° 22′ 14″ N, 10° 33′ 22″ O)           | Wohn- und Geschäftshaus                                 | Alteintragung (Aktualisierung vorgesehen) - Begründung: geschichtlich, städtebaulich - Schutzumfang: gesamtes Objekt - Denkmaltyp: Bauliche Anlage | weitere Fotos \| Fotos hochladen |
| 3345 Wikidata  | Elbstraße 106 (53° 22′ 14″ N, 10° 33′ 24″ O)           | ehem. Bundeszollamt (1868)                              | Alteintragung (Aktualisierung vorgesehen) - Begründung: geschichtlich, städtebaulich - Schutzumfang: gesamtes Objekt - Denkmaltyp: Bauliche Anlage | Fotos hochladen                  |
| 11218 Wikidata | Elbstraße 107 (53° 22′ 14″ N, 10° 33′ 22″ O)           | Handwerkerhaus                                          | Alteintragung (Aktualisierung vorgesehen) - Begründung: geschichtlich, städtebaulich - Schutzumfang: gesamtes Objekt - Denkmaltyp: Bauliche Anlage | weitere Fotos \| Fotos hochladen |
| 11217 Wikidata | Elbstraße 108 (53° 22′ 14″ N, 10° 33′ 26″ O)           | Ehemaliges Postamt                                      | Kaiserliches Postamt, zwischen 1885 und 1899, zweigeschossiger Putzbau mit Attika, Putzornamentik - Begründung: geschichtlich, städtebaulich - Schutzumfang: gesamtes Äußeres - Denkmaltyp: Bauliche Anlage | Fotos hochladen                  |
| 11214 Wikidata | Elbstraße 109 (53° 22′ 14″ N, 10° 33′ 23″ O)           | ehem. Speicher                                          | Alteintragung (Aktualisierung vorgesehen) - Begründung: geschichtlich, städtebaulich - Schutzumfang: gesamtes Objekt - Denkmaltyp: Bauliche Anlage | Fotos hochladen                  |
| 3346 Wikidata  | Elbstraße 111 (53° 22′ 14″ N, 10° 33′ 24″ O)           | Bürgerhaus                                              | Alteintragung (Aktualisierung vorgesehen) - Begründung: geschichtlich, städtebaulich - Schutzumfang: Alteintragung (Aktualisierung vorgesehen) - Denkmaltyp: Bauliche Anlage | Fotos hochladen                  |
| 11215 Wikidata | Elbstraße 113 (53° 22′ 15″ N, 10° 33′ 25″ O)           | Wohnhaus                                                | Wohnhaus, um 1900, zweigeschossiger Backsteinbau, traufständig mit Mansarddach, historistische Putzgliederung - Begründung: geschichtlich, städtebaulich - Schutzumfang: gesamtes Objekt - Denkmaltyp: Bauliche Anlage | Fotos hochladen                  |
| 11216 Wikidata | Elbstraße 114 (53° 22′ 14″ N, 10° 33′ 28″ O)           | Elbschifferhaus                                         | Das zweietagige Gebäude mit einem Giebelstübchen ist ein historisches Fachwerkhaus aus dem Jahre 1663. Im 21. Jahrhundert dient es als Hotel. Alteintragung (Aktualisierung vorgesehen) - Begründung: geschichtlich, städtebaulich - Schutzumfang: gesamtes Objekt - Denkmaltyp: Bauliche Anlage | Fotos hochladen                  |
| 10853 Wikidata | Elbstraße 116 (53° 22′ 14″ N, 10° 33′ 30″ O)           | Wohnhaus                                                | Alteintragung (Aktualisierung vorgesehen) - Begründung: geschichtlich, städtebaulich - Schutzumfang: gesamtes Objekt - Denkmaltyp: Bauliche Anlage | Fotos hochladen                  |
| 11212 Wikidata | Elbstraße 119 (53° 22′ 15″ N, 10° 33′ 27″ O)           | Fährleutehaus                                           | Dieses Fachwerkhaus stammt aus dem Jahr 1649. Es wurde im Jahr 2003 komplett saniert und zu einem Hotel mit 10 Zimmern umgebaut. Alteintragung (Aktualisierung vorgesehen) - Begründung: geschichtlich, künstlerisch, städtebaulich - Schutzumfang: gesamtes Objekt - Denkmaltyp: Bauliche Anlage | Fotos hochladen                  |
| 7272 Wikidata  | Elbstraße 122 (53° 22′ 14″ N, 10° 33′ 32″ O)           | ehem. Seifenfabrik                                      | Alteintragung (Aktualisierung vorgesehen) - Begründung: geschichtlich, städtebaulich - Schutzumfang: gesamtes Objekt - Denkmaltyp: Bauliche Anlage | Fotos hochladen                  |
| 10950 Wikidata | Elbstraße 123 (53° 22′ 15″ N, 10° 33′ 29″ O)           | Spangenbergsches Haus                                   | Alteintragung (Aktualisierung vorgesehen) - Begründung: geschichtlich, künstlerisch, städtebaulich - Schutzumfang: gesamtes Objekt - Denkmaltyp: Bauliche Anlage | Fotos hochladen                  |
| 11209 Wikidata | Elbstraße 124 (53° 22′ 14″ N, 10° 33′ 33″ O)           | Bürgerhaus                                              | Alteintragung (Aktualisierung vorgesehen) - Begründung: geschichtlich, städtebaulich - Schutzumfang: gesamtes Äußeres - Denkmaltyp: Bauliche Anlage | Fotos hochladen                  |
| 11210 Wikidata | Elbstraße 126 (53° 22′ 14″ N, 10° 33′ 34″ O)           | Wohnhaus                                                | Alteintragung (Aktualisierung vorgesehen) - Begründung: geschichtlich, künstlerisch, städtebaulich - Schutzumfang: gesamtes Objekt - Denkmaltyp: Bauliche Anlage | Fotos hochladen                  |
| 11204 Wikidata | Elbstraße 133 (53° 22′ 15″ N, 10° 33′ 31″ O)           | ehem. Schifferhaus                                      | Alteintragung (Aktualisierung vorgesehen) - Begründung: geschichtlich, künstlerisch, städtebaulich - Schutzumfang: gesamtes Äußeres - Denkmaltyp: Bauliche Anlage | Fotos hochladen                  |
| 11203 Wikidata | Elbstraße 135 (53° 22′ 15″ N, 10° 33′ 33″ O)           | ehem. Schifferhaus                                      | Alteintragung (Aktualisierung vorgesehen) - Begründung: geschichtlich, städtebaulich - Schutzumfang: gesamtes Objekt - Denkmaltyp: Bauliche Anlage | Fotos hochladen                  |
| 11202 Wikidata | Elbstraße 137 (53° 22′ 15″ N, 10° 33′ 33″ O)           | ehem. Schifferhaus                                      | Alteintragung (Aktualisierung vorgesehen) - Begründung: geschichtlich, städtebaulich - Schutzumfang: gesamtes Objekt - Denkmaltyp: Bauliche Anlage | Fotos hochladen                  |
| 11200 Wikidata | Elbstraße 139 (53° 22′ 15″ N, 10° 33′ 34″ O)           | ehem. Schifferhaus                                      | Alteintragung (Aktualisierung vorgesehen) - Begründung: geschichtlich, städtebaulich - Schutzumfang: gesamtes Objekt - Denkmaltyp: Bauliche Anlage | Fotos hochladen                  |
| 11199 Wikidata | Elbstraße 141 (53° 22′ 15″ N, 10° 33′ 34″ O)           | Wohn- und Geschäftshaus                                 | Wohn- und Geschäftshaus, nach 1836, viergeschossiger Fachwerkbau, giebelständig mit gestaffeltem Schildgiebel, Putzfassade Anfang 20. Jh. - Begründung: geschichtlich, städtebaulich - Schutzumfang: gesamtes Objekt - Denkmaltyp: Bauliche Anlage | BW                               |
| 11198 Wikidata | Elbstraße 145 (53° 22′ 15″ N, 10° 33′ 35″ O)           | Ehemaliges Bahnhofshotel                                | Ehemaliges Bahnhofshotel, 1861, zweigeschossiger Mauerwerksbau mit weißer Schlämme, traufständig mit Satteldach - Begründung: geschichtlich, städtebaulich - Schutzumfang: gesamtes Objekt - Denkmaltyp: Bauliche Anlage, Sachgesamtheit: Bahnhofshotel | BW                               |
| 11201 Wikidata | Elbstraße 145 a (53° 22′ 15″ N, 10° 33′ 36″ O)         | Ehemaliger Tanzsaal „Heinrich-Osterwold-Halle“          | Ehemaliger Tanzsaal, 1876, giebelständiger, zweigeschossiger Backsteinbau mit gemäßigtem Satteldach, Bühnenanbau von 1908 - Begründung: geschichtlich, städtebaulich - Schutzumfang: gesamtes Objekt - Denkmaltyp: Bauliche Anlage, Sachgesamtheit: Bahnhofshotel | BW                               |
| 11135 Wikidata | Friedrichsbrücke (53° 22′ 20″ N, 10° 33′ 24″ O)        | Friedrichsbrücke                                        | Friedrichsbrücke, 1807, erneuert 1949, Rundbogenbrücke aus Ziegeln über Granitquadern, ornamentierte Schlusssteine - Begründung: geschichtlich, städtebaulich - Schutzumfang: gesamtes Objekt - Denkmaltyp: Bauliche Anlage, Sachgesamtheit: Schlossgebiet Lauenburg und Fürstengarten | weitere Fotos \| Fotos hochladen |
| 11196 Wikidata | Fürstengarten 29 (53° 22′ 18″ N, 10° 33′ 27″ O)        | Ehemaliges Verwaltungsgebäude                           | ehem. Verwaltungsgebäude, Ende 18./Anfang 19. Jh., eingeschossiger Backsteinbau, giebelständig mit Kurzwalmdach - Begründung: geschichtlich, städtebaulich - Schutzumfang: gesamtes Objekt - Denkmaltyp: Bauliche Anlage, Sachgesamtheit: Schlossgebiet Lauenburg und Fürstengarten | Fotos hochladen                  |
| 11195 Wikidata | Glüsinger Weg 6 (53° 22′ 27″ N, 10° 32′ 47″ O)         | St. Annen-Hospital                                      | St. Annen Hospital, 1904, zweigeschossiger Backsteinbau mit Walmdach, Mittelrisalit, Einfriedung - Begründung: geschichtlich, städtebaulich - Schutzumfang: St. Annen-Hospital, Einfriedung - Denkmaltyp: Bauliche Anlage | BW                               |
| 11192 Wikidata | Graben 9 (53° 22′ 16″ N, 10° 33′ 10″ O)                | Wohnhaus                                                | Wohnhaus, 17./18. Jh., zweigeschossiger Fachwerkbau, giebelständig, Satteldach, Giebel leicht vorkragend, Backsteinzierverbände - Begründung: geschichtlich, städtebaulich - Schutzumfang: gesamtes Objekt - Denkmaltyp: Bauliche Anlage | BW                               |
| 32882 Wikidata | Graben 18 (53° 22′ 20″ N, 10° 33′ 13″ O)               | Wohnhaus mit Gewerbe                                    | Wohnhaus mit Gewerbe, 2. Hälfte 19. Jh., Wohnhaus in städtebaulich exponierter Ecksituation, eingeschossiger Backsteinbau mit Zwerchhaus, Satteldach und Backsteinziergliederung, Flügel an Ostseite, zweigeschossiger Werkstatttrakt an Nordseite - Begründung: geschichtlich, städtebaulich - Schutzumfang: gesamtes Objekt - Denkmaltyp: Bauliche Anlage | BW                               |
| 8134 Wikidata  | Graben 19 (53° 22′ 19″ N, 10° 33′ 11″ O)               | Wohn- und Wirtschaftsgebäude                            | Alteintragung (Aktualisierung vorgesehen) - Begründung: geschichtlich, städtebaulich - Schutzumfang: gesamtes Objekt - Denkmaltyp: Bauliche Anlage | Fotos hochladen                  |
| 11190 Wikidata | Graben 29 (53° 22′ 21″ N, 10° 33′ 13″ O)               | Wohnhaus                                                | Alteintragung (Aktualisierung vorgesehen) - Begründung: geschichtlich, städtebaulich - Schutzumfang: Alteintragung (Aktualisierung vorgesehen) - Denkmaltyp: Bauliche Anlage, Mehrheit von baulichen Anlagen: Bürgerhäuser Graben 29-31 | Fotos hochladen                  |
| 11189 Wikidata | Graben 31 (53° 22′ 21″ N, 10° 33′ 13″ O)               | Wohnhaus                                                | Alteintragung (Aktualisierung vorgesehen) - Begründung: geschichtlich, städtebaulich - Schutzumfang: Alteintragung (Aktualisierung vorgesehen) - Denkmaltyp: Bauliche Anlage, Mehrheit von baulichen Anlagen: Bürgerhäuser Graben 29-31 | Fotos hochladen                  |
| 32899          | Großer Sandberg 5 (53° 22′ 15″ N, 10° 33′ 42″ O)       | Wohnhaus                                                | eingeschossiger traufständiger Backsteinbau von 1860 mit Mansarddach und leicht vorspringendem Zwerchhaus. Wandgliederung durch Segmentbogenöffnungen und reiche zeittypische Ornamentik wie den umlaufenden Treppenfries und Ecklisenen. - Begründung: geschichtlich, städtebaulich - Schutzumfang: gesamtes Objekt - Denkmaltyp: Bauliche Anlage | BW                               |
| 8607 Wikidata  | Grünstraße 10 (53° 22′ 17″ N, 10° 32′ 59″ O)           | Wohnhaus                                                | Alteintragung (Aktualisierung vorgesehen) - Begründung: geschichtlich, städtebaulich - Schutzumfang: gesamtes Äußeres - Denkmaltyp: Bauliche Anlage, Mehrheit von baulichen Anlagen: Handwerkerhäuser Grünstraße 2-12 | Fotos hochladen                  |
| 8608 Wikidata  | Grünstraße 12 (53° 22′ 17″ N, 10° 32′ 59″ O)           | Wohnhaus                                                | Alteintragung (Aktualisierung vorgesehen) - Begründung: geschichtlich, städtebaulich - Schutzumfang: gesamtes Äußeres - Denkmaltyp: Bauliche Anlage, Mehrheit von baulichen Anlagen: Handwerkerhäuser Grünstraße 2-12 | Fotos hochladen                  |
| 11180 Wikidata | Grünstraße 16 (53° 22′ 20″ N, 10° 33′ 7″ O)            | Wasser- und Schifffahrtsamt                             | Wasser- und Schifffahrtsamt, Mi 19. Jh., zweigeschossiger Putzbau in Traufstellung, fünfachsig mit Mitteleingang und Freitreppe, Walmdach - Begründung: geschichtlich, städtebaulich - Schutzumfang: gesamtes Objekt - Denkmaltyp: Bauliche Anlage | BW                               |
| 11177 Wikidata | Hafenstraße 16 (53° 22′ 21″ N, 10° 34′ 0″ O)           | Wohnhaus                                                | Wohnhaus, 18./19. Jh., traufständiger eingeschossiger Backsteinbau mit Kurzwalmdach, eingeschossiger Backsteinflügel mit Pultdach - Begründung: geschichtlich, städtebaulich - Schutzumfang: gesamtes Objekt - Denkmaltyp: Bauliche Anlage | BW                               |
| 11176 Wikidata | Hafenstraße 30 (53° 22′ 22″ N, 10° 34′ 22″ O)          | Speicher                                                | Speichergebäude Ende 19./Anfang 20. Jh., sechsgeschossiger Backsteinbau mit seitlichen, sechsgeschossigem Anbau, flache Satteldächer, Mittelachse mit Eingang, Ladeluken und Kranbalkenanlage - Begründung: geschichtlich, Kulturlandschaft prägend - Schutzumfang: gesamtes Objekt - Denkmaltyp: Bauliche Anlage | BW                               |
| 2054 Wikidata  | Hamburger Straße (53° 22′ 29″ N, 10° 32′ 53″ O)        | Friedhofskapelle                                        | Alteintragung (Aktualisierung vorgesehen) - Begründung: geschichtlich, künstlerisch, städtebaulich - Schutzumfang: Alteintragung (Aktualisierung vorgesehen) - Denkmaltyp: Bauliche Anlage, Sachgesamtheit: Friedhof Lauenburg | weitere Fotos \| Fotos hochladen |
| 11116 Wikidata | Hamburger Straße 32 (53° 22′ 27″ N, 10° 32′ 58″ O)     | Ehemaliges Schützenhaus                                 | ehemaliges Schützenhaus, 1818, stattlicher Fachwerkbau mit zwei Geschossen, traufständig, Kurzwalmdach mit breiter Schleppgaube, Backsteineinfriedung - Begründung: geschichtlich, städtebaulich - Schutzumfang: gesamtes Objekt - Denkmaltyp: Bauliche Anlage | BW                               |
| 11115 Wikidata | Hohler Weg 1 (53° 22′ 16″ N, 10° 33′ 11″ O)            | Ehemalige Schule                                        | ehem. Schule, 1824. Eingeschossiger Backsteinbau mit Natursteinsteinsockel und ausgebautem Kurzwalmdach * Begründung: geschichtlich, städtebaulich - Schutzumfang: ehem. Schule, Vorgarten - Denkmaltyp: Bauliche Anlage, Sachgesamtheit: Kirche Lauenburg | BW                               |
| 32844 Wikidata | Hohler Weg 2 (53° 22′ 16″ N, 10° 33′ 13″ O)            | Gemeindehaus                                            | Gemeindehaus errichtet 1860, zweigeschossiger Backsteinbau mit Natursteinsockel, giebelständig mit Satteldach, zeittypische Backsteingliederung und Bauzier - Begründung: geschichtlich, städtebaulich - Schutzumfang: gesamtes Objekt - Denkmaltyp: Bauliche Anlage, Sachgesamtheit: Kirche Lauenburg | BW                               |
| 11114 Wikidata | Hohler Weg 3 (53° 22′ 16″ N, 10° 33′ 12″ O)            | Bürgerhaus                                              | Das Fachwerkhaus wurde 1607 erbaut (Inschrift im Hauptbalken des Vorderhauses). Im 18. Jahrhundert war das Haus eine Tischlerei und das Elternhaus von Johann Dietrich Findorff und Jürgen Christian Findorff. Alteintragung (Aktualisierung vorgesehen) - Begründung: geschichtlich, künstlerisch, städtebaulich - Schutzumfang: gesamtes Objekt - Denkmaltyp: Bauliche Anlage | weitere Fotos \| Fotos hochladen |
| 11113 Wikidata | Hohler Weg 4 (53° 22′ 17″ N, 10° 33′ 12″ O)            | Bürgerhaus                                              | Alteintragung (Aktualisierung vorgesehen) - Begründung: geschichtlich, städtebaulich - Schutzumfang: gesamtes Äußeres - Denkmaltyp: Bauliche Anlage | Fotos hochladen                  |
| 3347 Wikidata  | Hohler Weg 5 (53° 22′ 17″ N, 10° 33′ 11″ O)            | Wohnhaus                                                | Alteintragung (Aktualisierung vorgesehen) - Begründung: geschichtlich, städtebaulich - Schutzumfang: gesamtes Äußeres - Denkmaltyp: Bauliche Anlage | Fotos hochladen                  |
| 11112 Wikidata | Hohler Weg 6 (53° 22′ 17″ N, 10° 33′ 13″ O)            | Bürgerhaus „Freystatzkysches Haus“                      | Alteintragung (Aktualisierung vorgesehen) - Begründung: geschichtlich, künstlerisch, städtebaulich - Schutzumfang: gesamtes Objekt - Denkmaltyp: Bauliche Anlage | Fotos hochladen                  |
| 11111 Wikidata | Hohler Weg 7 (53° 22′ 17″ N, 10° 33′ 12″ O)            | Bürgerhaus                                              | Alteintragung (Aktualisierung vorgesehen) - Begründung: geschichtlich, künstlerisch - Schutzumfang: gesamtes Objekt - Denkmaltyp: Bauliche Anlage | Fotos hochladen                  |
| 11110 Wikidata | Hohler Weg 8 (53° 22′ 20″ N, 10° 33′ 15″ O)            | Wohnhaus                                                | Alteintragung (Aktualisierung vorgesehen) - Begründung: geschichtlich, wissenschaftlich, städtebaulich - Schutzumfang: gesamtes Objekt - Denkmaltyp: Bauliche Anlage | BW                               |
| 3348 Wikidata  | Hohler Weg 13 (53° 22′ 19″ N, 10° 33′ 12″ O)           | Ehem. Wohn- und Wirtschaftsgebäude „Alte Kaserne“       | Alteintragung (Aktualisierung vorgesehen) - Begründung: geschichtlich, städtebaulich - Schutzumfang: gesamtes Objekt - Denkmaltyp: Bauliche Anlage | Fotos hochladen                  |
| 3349 Wikidata  | Hohler Weg 15 (53° 22′ 19″ N, 10° 33′ 13″ O)           | Bürgerhaus (zweistöckig)                                | Alteintragung (Aktualisierung vorgesehen) - Begründung: geschichtlich, städtebaulich - Schutzumfang: Alteintragung (Aktualisierung vorgesehen) - Denkmaltyp: Bauliche Anlage, Sachgesamtheit: Bürgerhausgruppe Hohler Weg 15 | Fotos hochladen                  |
| 11107 Wikidata | Hohler Weg 15 (53° 22′ 19″ N, 10° 33′ 13″ O)           | Bürgerhaus (einstöckig)                                 | Alteintragung (Aktualisierung vorgesehen) - Begründung: geschichtlich, städtebaulich - Schutzumfang: Alteintragung (Aktualisierung vorgesehen) - Denkmaltyp: Bauliche Anlage, Sachgesamtheit: Bürgerhausgruppe Hohler Weg 15 | Fotos hochladen                  |
| 11106 Wikidata | Hohler Weg 18 (53° 22′ 19″ N, 10° 33′ 14″ O)           | Wohnhaus                                                | Wohnhaus, Kern von 1726, eingeschossiger Fachwerkbau, giebelständig mit Satteldach, vorgeblendete Mauerwerksfassade - Begründung: geschichtlich, städtebaulich - Schutzumfang: gesamtes Objekt - Denkmaltyp: Bauliche Anlage | BW                               |
| 8531 Wikidata  | Hohler Weg 21 (53° 22′ 20″ N, 10° 33′ 16″ O)           | Wohnhaus                                                | Alteintragung (Aktualisierung vorgesehen) - Begründung: geschichtlich, städtebaulich - Schutzumfang: gesamtes Objekt - Denkmaltyp: Bauliche Anlage | Fotos hochladen                  |
| 11104 Wikidata | Hohler Weg 31 (53° 22′ 21″ N, 10° 33′ 18″ O)           | Pastorat                                                | Das Fachwerkhaus wurde im 18. Jahrhundert errichtet. Alteintragung (Aktualisierung vorgesehen) - Begründung: geschichtlich, künstlerisch, städtebaulich - Schutzumfang: gesamtes Objekt - Denkmaltyp: Bauliche Anlage | Fotos hochladen                  |
| 11098 Wikidata | Hunnenburg 1 (53° 22′ 14″ N, 10° 33′ 9″ O)             | Handwerkerhaus                                          | Alteintragung (Aktualisierung vorgesehen) - Begründung: geschichtlich, städtebaulich - Schutzumfang: gesamtes Objekt - Denkmaltyp: Bauliche Anlage | BW                               |
| 11097 Wikidata | Hunnenburg 4 (53° 22′ 14″ N, 10° 33′ 8″ O)             | Wohnhaus                                                | Wohnhaus, Kernbau 17. Jh., erweitert 18. Jh., eingeschossiger Fachwerkbau, giebelständig mit Satteldach, Ankerbalken mit doppelten Zapfenschlössern - Begründung: geschichtlich, städtebaulich - Schutzumfang: Wohnhaus, Vorgarten, Einfriedung - Denkmaltyp: Bauliche Anlage | BW                               |
| 3350 Wikidata  | Kirchplatz (53° 22′ 15″ N, 10° 33′ 12″ O)              | Kirche St. Maria Magdalena mit Ausstattung              | Die Kirche ist eine Gründung des 13. Jahrhunderts. Der heutige Chor aus Backstein stammt aus dem Jahr 1827. Noch jünger ist der Kirchturm, der 1902 im Zuge eines Umbaus im Stil der Neugotik neu entstand. Alteintragung (Aktualisierung vorgesehen) - Begründung: geschichtlich, künstlerisch, städtebaulich - Schutzumfang: gesamtes Objekt - Denkmaltyp: Bauliche Anlage, Sachgesamtheit: Kirche Lauenburg | weitere Fotos \| Fotos hochladen |
| 11095 Wikidata | Kirchplatz 1 (53° 22′ 14″ N, 10° 33′ 10″ O)            | Kirche Lauenburg: ehem. Diakonenhaus                    | Das zweigeschossiges Fachwerkhaus, ein ehemaliges Diakonenhaus, wurde 1592–1605 erbaut. Alteintragung (Aktualisierung vorgesehen) - Begründung: geschichtlich, künstlerisch, städtebaulich - Schutzumfang: gesamtes Objekt - Denkmaltyp: Bauliche Anlage, Sachgesamtheit: Kirche Lauenburg | Fotos hochladen                  |
| 3351 Wikidata  | Kirchplatz 5 (53° 22′ 15″ N, 10° 33′ 16″ O)            | Pfarrwitwenhaus                                         | Das Pfarrwitwenhaus wurde im Jahr 1702 errichtet. Alteintragung (Aktualisierung vorgesehen) - Begründung: geschichtlich, städtebaulich - Schutzumfang: gesamtes Objekt - Denkmaltyp: Bauliche Anlage, Sachgesamtheit: Kirche Lauenburg | Fotos hochladen                  |
| 20663 Wikidata | Körtingstraße (53° 22′ 25″ N, 10° 33′ 35″ O)           | Straßenpflasterung                                      | Alteintragung (Aktualisierung vorgesehen) - Begründung: geschichtlich, städtebaulich - Schutzumfang: Alteintragung (Aktualisierung vorgesehen) - Denkmaltyp: Bauliche Anlage | BW                               |
| 8262 Wikidata  | Körtingstraße 7 (53° 22′ 25″ N, 10° 33′ 36″ O)         | Wohnhaus                                                | Alteintragung (Aktualisierung vorgesehen) - Begründung: geschichtlich, städtebaulich - Schutzumfang: Alteintragung (Aktualisierung vorgesehen) - Denkmaltyp: Bauliche Anlage | BW                               |
| 32979 Wikidata | Körtingstraße 9 (53° 22′ 25″ N, 10° 33′ 36″ O)         | Ehemaliges Werftarbeiterhaus                            | ehem. Werftarbeiterhaus, 1858–70, Friedrich Uhrbrock, eingeschossiger Typenbau in Backstein, traufständig, Satteldach - Begründung: geschichtlich, städtebaulich - Schutzumfang: gesamtes Objekt - Denkmaltyp: Bauliche Anlage | BW                               |
| 3352 Wikidata  | Neustadt 1 (53° 22′ 16″ N, 10° 33′ 0″ O)               | Wohnhaus (Maacksches Witwenhaus)                        | Das Maacksches Witwenhaus wurde 1761 erbaut. Es ist ein eingeschossiges Fachwerkhaus. Alteintragung (Aktualisierung vorgesehen) - Begründung: geschichtlich, städtebaulich - Schutzumfang: gesamtes Äußeres, gepflasterter Vorplatz - Denkmaltyp: Bauliche Anlage, Mehrheit von baulichen Anlagen: Wohnhäuser Neustadt 1, 3, 7, 9, 13/Elbstraße 25 | Fotos hochladen                  |
| 3353 Wikidata  | Neustadt 3 (53° 22′ 16″ N, 10° 33′ 1″ O)               | Wohnhaus                                                | Alteintragung (Aktualisierung vorgesehen) - Begründung: geschichtlich, städtebaulich - Schutzumfang: gesamtes Äußeres, Vorgarten - Denkmaltyp: Bauliche Anlage, Mehrheit von baulichen Anlagen: Wohnhäuser Neustadt 1, 3, 7, 9, 13/Elbstraße 25 | BW                               |
| 7639 Wikidata  | Neustadt 4 (53° 22′ 16″ N, 10° 33′ 2″ O)               | ehem. Gasthaus „Zum Rautenkranz“                        | Das zweigeschossige Haus wurde in der ersten Hälfte des 18. Jahrhunderts erbaut. Alteintragung (Aktualisierung vorgesehen) - Begründung: geschichtlich, städtebaulich - Schutzumfang: Alteintragung (Aktualisierung vorgesehen) - Denkmaltyp: Bauliche Anlage | Fotos hochladen                  |
| 3354 Wikidata  | Neustadt 7 (53° 22′ 17″ N, 10° 33′ 2″ O)               | Wohnhaus                                                | Alteintragung (Aktualisierung vorgesehen) - Begründung: geschichtlich, städtebaulich - Schutzumfang: Wohnhaus, Vorgarten - Denkmaltyp: Bauliche Anlage, Mehrheit von baulichen Anlagen: Wohnhäuser Neustadt 1, 3, 7, 9, 13/Elbstraße 25 | BW                               |
| 3355 Wikidata  | Neustadt 9 (53° 22′ 17″ N, 10° 33′ 1″ O)               | Wohnhaus                                                | Das Fachwerkhaus wurde 1615 erbaut. Alteintragung (Aktualisierung vorgesehen) - Begründung: geschichtlich, städtebaulich - Schutzumfang: gesamtes Äußeres, Vorgarten - Denkmaltyp: Bauliche Anlage, Mehrheit von baulichen Anlagen: Wohnhäuser Neustadt 1, 3, 7, 9, 13/Elbstraße 25 | BW                               |
| 3356 Wikidata  | Neustadt 13 (53° 22′ 18″ N, 10° 33′ 1″ O)              | Wohnhaus                                                | Alteintragung (Aktualisierung vorgesehen) - Begründung: geschichtlich, städtebaulich - Schutzumfang: gesamtes Äußeres, Vorgarten - Denkmaltyp: Bauliche Anlage, Mehrheit von baulichen Anlagen: Wohnhäuser Neustadt 1, 3, 7, 9, 13/Elbstraße 25 | BW                               |
| 20662 Wikidata | Schäferstraße (53° 22′ 24″ N, 10° 33′ 34″ O)           | Straßenpflasterung                                      | Alteintragung (Aktualisierung vorgesehen) - Begründung: geschichtlich, städtebaulich - Schutzumfang: Alteintragung (Aktualisierung vorgesehen) - Denkmaltyp: Bauliche Anlage | BW                               |
| 8263 Wikidata  | Uhrbrookstraße (53° 22′ 26″ N, 10° 33′ 33″ O)          | Straßenpflasterung                                      | Alteintragung (Aktualisierung vorgesehen) - Begründung: geschichtlich, städtebaulich - Schutzumfang: Alteintragung (Aktualisierung vorgesehen) - Denkmaltyp: Bauliche Anlage | BW                               |
| 11084 Wikidata | Weingarten 7 (53° 22′ 29″ N, 10° 33′ 14″ O)            | Wohnhaus Friedrich Adolph Schoenfeld                    | Wohnhaus Friedrich A. Schoenfeld, 1894, zweigeschossiger Backsteinbau mit Walmdach, Risalit und Putzornamentik, Vorgarten mit Einfriedung - Begründung: geschichtlich, städtebaulich - Schutzumfang: Wohnhaus Friedrich Adolph Schoenfeld, Vorgarten, Einfriedung - Denkmaltyp: Bauliche Anlage | BW                               |

## Teile von baulichen Anlagen
| Objekt-ID      | Lage                                         | Offizielle Bezeichnung    | Beschreibung | Bild |
| -------------- | -------------------------------------------- | ------------------------- | --- | ---- |
| 33054 Wikidata | Weingarten 12 (53° 22′ 30″ N, 10° 33′ 17″ O) | Mosaik „Lesendes Mädchen“ | Lesendes Mädchen, Mosaikrelief 1959 von Karlheinz Goedtke, ursprünglich am Außenbau der Gesamtdeutschen Bücherei, durch Überbauung heute im Gebäudeinnern - Begründung: geschichtlich, künstlerisch, städtebaulich - Schutzumfang: gesamtes Objekt - Denkmaltyp: Teil einer baulichen Anlage | BW   |

## Gründenkmale
| Objekt-ID      | Lage                                         | Offizielle Bezeichnung | Beschreibung | Bild |
| -------------- | -------------------------------------------- | ---------------------- | --- | ---- |
| 38091 Wikidata | Glüsinger Weg (53° 22′ 21″ N, 10° 32′ 11″ O) | Ehrenfriedhof          | Ehrenfriedhof für Gefallene des 2. Weltkriegs, 1953, torartiges Glockenhaus mit Gedenktafeln, rechteckige Grünanlage mit Basalttafeln- und Kreuzen sowie Ehrenmal mit Kreuz und Tumba, Eichenhain, Ziergehölze und Staudenbeete - Begründung: geschichtlich, städtebaulich - Schutzumfang: gesamtes Objekt - Denkmaltyp: Gründenkmal, Sachgesamtheit: Ehrenfriedhof | BW   |
| 19676 Wikidata | Graben 29 (53° 22′ 21″ N, 10° 33′ 13″ O)     | Zwei Hausbäume         | Alteintragung (Aktualisierung vorgesehen) - Begründung: geschichtlich, städtebaulich - Schutzumfang: gesamtes Objekt - Denkmaltyp: Gründenkmal, Mehrheit von baulichen Anlagen: Bürgerhäuser Graben 29-31 | BW   |

## Bewegliche Kulturdenkmale
| Objekt-ID     | Lage                           | Offizielle Bezeichnung      | Beschreibung | Bild                             |
| ------------- | ------------------------------ | --------------------------- | --- | -------------------------------- |
| 7331 Wikidata | (53° 22′ 12″ N, 10° 33′ 21″ O) | Raddampfer „Kaiser Wilhelm“ | Der Raddampfer Kaiser Wilhelm wurde im Jahr 1900 in Dresden erbaut. Der 57,2 m lange Raddampfer ist der weltweit letzte im Betrieb befindliche Personenraddampfer, der mit Kohle befeuert wird. Alteintrag (Aktualisierung vorgesehen) - Begründung: geschichtlich, wissenschaftlich - Schutzumfang: Raddampfer "Kaiser Wilhelm" | weitere Fotos \| Fotos hochladen |

## Ehemaliges Denkmal
| Objekt-ID      | Lage                                                                 | Offizielle Bezeichnung  | Beschreibung | Bild            |
| -------------- | -------------------------------------------------------------------- | ----------------------- | --- | --------------- |
| 36526 Wikidata | Berliner Straße 17–25, Büchener Weg 3 (53° 22′ 29″ N, 10° 33′ 25″ O) | Posthof Lauenburg       | Posthof, 1967, städtebaulich markante Anlage aus Postgebäude mit Schalterhalle, Vorplatz mit Bronzeplastik, Einfriedungen und technischem Nebengebäude mit Sendemast. Zweigeschossige Bauten mit Rasterfassaden in hellem Klinker und mit flachen Kupferdächern                                                       | BW              |
| 29531 Wikidata | Berliner Straße 17–25 (53° 22′ 28″ N, 10° 33′ 24″ O)                 | Postgebäude             | Postgebäude, 1967, langgestreckter gelber Klinkerbau mit Sandsteinelementen, zweigeschossig mit flachem angehobenem Kupferdach, Schalterhalle, qualitätvolle Treppenhäuser im Innern | BW              |
| 11117 Wikidata | Hamburger Straße 2–4 (53° 22′ 27″ N, 10° 33′ 13″ O)                  | Wohn- und Geschäftshaus | Wohn- und Geschäftshaus, um 1730, eingeschossiger Fachwerkbau, traufständig, Mansarddach mit Kurzwalmen, mittiges, zweiachsiges Zwerchhaus. Das Gebäude wurde bei einem Brand am 8. Januar 2019 stark beschädigt. Im Juli 2020 wurde die Ruine aus der Denkmalliste gestrichen. Im Dezember 2023 erfolgte der Abriss. | Fotos hochladen |

## Quelle
- Liste der Kulturdenkmale in Schleswig-Holstein – Herzogtum Lauenburg (PDF)